# Ludwig Leinberger
Ludwig Leinberger   (Nuremberg, 21 de maig de 1903 - Bad Pyrmont, 3 de març de 1943) fou un futbolista alemany de la dècada de 1920. Va morir en un hospital militar durant la Segona Guerra Mundial.
Fou 24 cops internacional amb la selecció alemanya amb la qual participà en els Jocs Olímpics d'estiu de 1928.
Pel que fa a clubs, defensà els colors de SpVgg Fürth i VfR Köln.